# Bảo tàng Vô tội (bảo tàng)
Bảo tàng Thơ ngây (tiếng Thổ Nhĩ Kỳ: Masumiyet Müzesi) là một bảo tàng ở khu phố Çukurcuma của quận Beyoğlu tại Istanbul, Thổ Nhĩ Kỳ. Nhà văn đoạt giải Nobel người Thổ Nhĩ Kỳ Orhan Pamuk đã lập ra bảo tàng này cùng với cuốn tiểu thuyết cùng tên của ông. Bảo tàng và cuốn tiểu thuyết đã được tạo ra song song, tập trung vào những câu chuyện của hai gia đình tại Istanbul. Ngày 17 tháng 5 năm 2014, bảo tàng này đã được công bố là người chiến thắng của giải Bảo tàng châu Âu của năm 2014
Tiểu thuyết và bảo tàng đã cung cấp một cái nhìn thoáng qua tới cuộc sống của tầng lớp thượng lưu Istanbul từ những năm 1970 đến đầu những năm 2000. Cuốn tiểu thuyết kể chi tiết về câu chuyện của Kemal, một cư dân Istanbul giàu có đã nảy nở tình yêu với người anh em họ nghèo hơn mình, và Bảo tàng trưng bày các hiện vật của câu chuyện tình yêu của họ. Theo trang web của bảo tàng, bảo tàng trình bày những gì các nhân vật trong cuốn tiểu thuyết "đã sử dụng, mặc, nghe, thấy, thu thập và mơ ước, tất cả được sắp xếp tỉ mỉ trong hộp và tủ trưng bày."
Các bộ sưu tập, trong đó bao gồm hơn một nghìn vật phẩm, được đặt trong một ngôi nhà thế kỷ 19 ở góc phố Çukurcuma Sk và Dalgiç Sk.